# Comuna Lucieni, Dâmbovița
Lucieni este o comună în județul Dâmbovița, Muntenia, România, formată din satele Lucieni (reședința) și Olteni.

## Așezare
Comuna se află în zona centrală a județului, pe malul drept al Dâmboviței, la 9 km sud de Târgoviște, fiind străbătută de șoseaua națională DN72 care leagă Târgoviște de Găești, și de șoseaua județeană DJ702B.

## Demografie
Componența etnică a comunei Lucieni
     Români (95,6%)
     Alte etnii (0,22%)
     Necunoscută (4,17%)
Componența confesională a comunei Lucieni
     Ortodocși (90,22%)
     Adventiști (4,46%)
     Alte religii (0,64%)
     Necunoscută (4,68%)
Conform recensământului efectuat în 2021, populația comunei Lucieni se ridică la 3.138 de locuitori, în creștere față de recensământul anterior din 2011, când fuseseră înregistrați 3.131 de locuitori. Majoritatea locuitorilor sunt români (95,6%), iar pentru 4,17% nu se cunoaște apartenența etnică. Din punct de vedere confesional, majoritatea locuitorilor sunt ortodocși (90,22%), cu o minoritate de adventiști (4,46%), iar pentru 4,68% nu se cunoaște apartenența confesională.

## Politică și administrație
Comuna Lucieni este administrată de un primar și un consiliu local compus din 11 consilieri. Primarul, Vasile Tița[*], de la Partidul Social Democrat, este în funcție din octombrie 2020. Începând cu alegerile locale din 2024, consiliul local are următoarea componență pe partide politice:
|  | Partid                          | Consilieri | Componența Consiliului | Componența Consiliului | Componența Consiliului | Componența Consiliului | Componența Consiliului | Componența Consiliului | Componența Consiliului | Componența Consiliului | Componența Consiliului |
|  | ------------------------------- | ---------- | ---------------------- | ---------------------- | ---------------------- | ---------------------- | ---------------------- | ---------------------- | ---------------------- | ---------------------- | ---------------------- |
|  | Partidul Social Democrat        | 9          |                        |                        |                        |                        |                        |                        |                        |                        |                        |
|  | Alianța pentru Unirea Românilor | 1          |                        |                        |                        |                        |                        |                        |                        |                        |                        |
|  | Partidul Național Liberal       | 1          |                        |                        |                        |                        |                        |                        |                        |                        |                        |

## Istorie
La sfârșitul secolului al XIX-lea, comuna Lucieni făcea parte din plasa Dealul-Dâmbovița a județului Dâmbovița și era formată din satele Luceni-Ungureni, Mislea, Râncăciov, Geangoești, Mogoești, Cotu Morii și Lucieni-Pământeni, cu o populație de 2222 de locuitori. Satul Olteni făcea pe atunci parte din comuna Șuța Seacă din aceeași plasă.
În 1925, comuna era inclusă în plasa Târgoviște a aceluiași județ și avea în compunere satele Ciurari, Viișoara, Geangoești, Lucieni, Mislea, Moara, Mogoșești, Râncăciov și Ungureni, cu o populație totală de 4215 locuitori.
În 1925, comuna a fost arondată raionului Târgoviște din regiunea Prahova și apoi (după 1952) din regiunea Ploiești. În 1968, comuna a revenit la județul Dâmbovița, într-o structură diferită, mai multe din satele sale fiind arondate altor comune, și cu comuna Raciu desființată și comasată cu ea. În 2004, comuna Raciu a fost reînființată, iar comuna Lucieni a rămas cu componența actuală.